# شهرستان جفرسون (آیداهو)
شهرستان جفرسون، آیداهو (به انگلیسی: Jefferson County, Idaho) یک سکونتگاه مسکونی در ایالات متحده آمریکا است که در آیداهو واقع شده‌است.

## خصوصیات
شهرستان جفرسون ۲٬۸۶۴٫۵۴ کیلومترمربع مساحت دارد.